# Muzeum Narodowe we Lwowie imienia Andrzeja Szeptyckiego

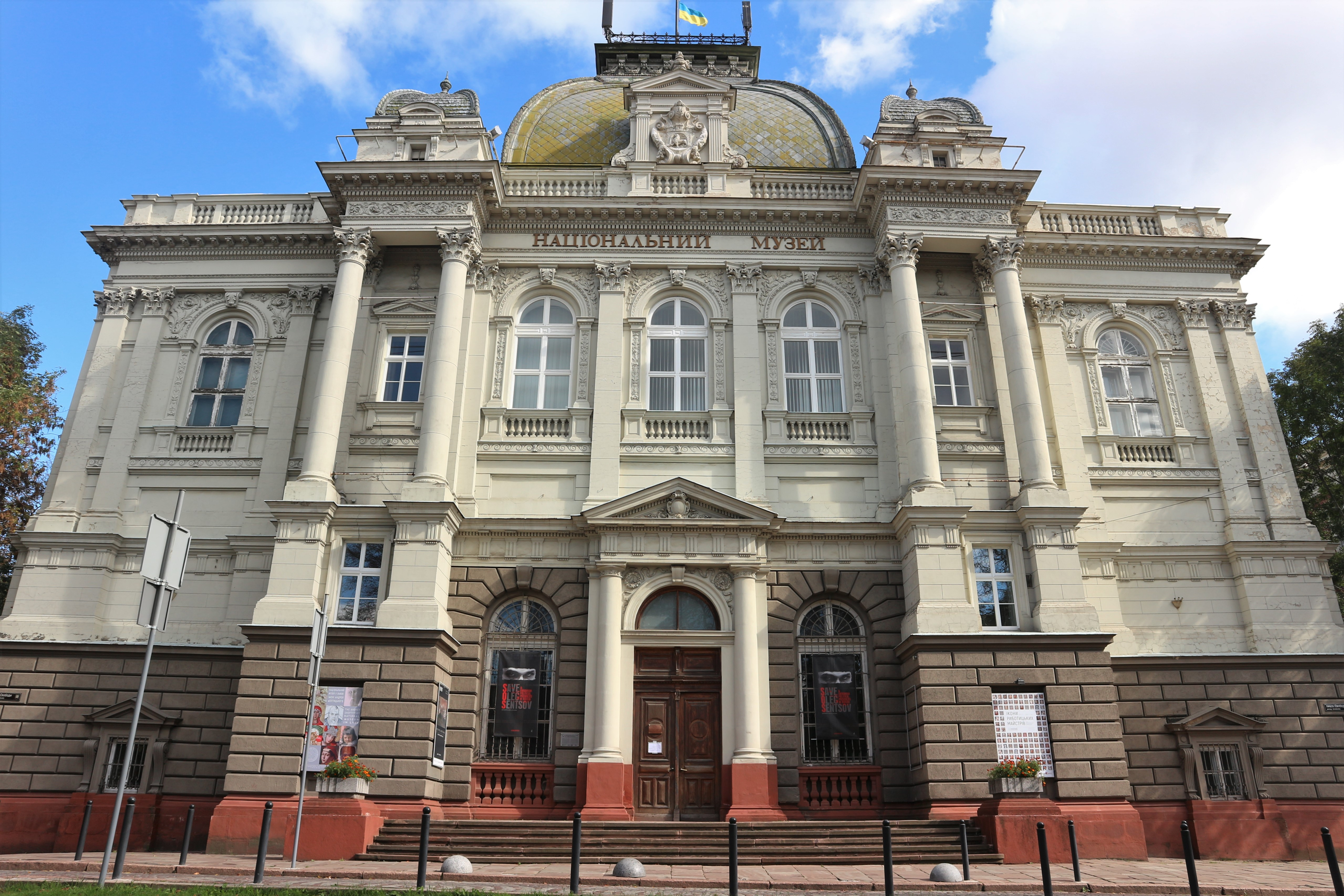
Budynek Muzeum Narodowego we Lwowie (dawniej Muzeum Przemysłu), prospekt Swobody 20

Muzeum Narodowe we Lwowie imienia Andrzeja Szeptyckiego (Національний музей у Львові) – narodowe muzeum sztuki we Lwowie z siedzibami na prospekcie Swobody i na ul. Drahomanova.

## Historia
W 1991 roku muzeum przeniosło się do budynku przy prospekcie Swobody, gdzie wcześniej znajdowały się Muzeum Przemysłu oraz Muzeum Lenina.

## Kolekcje

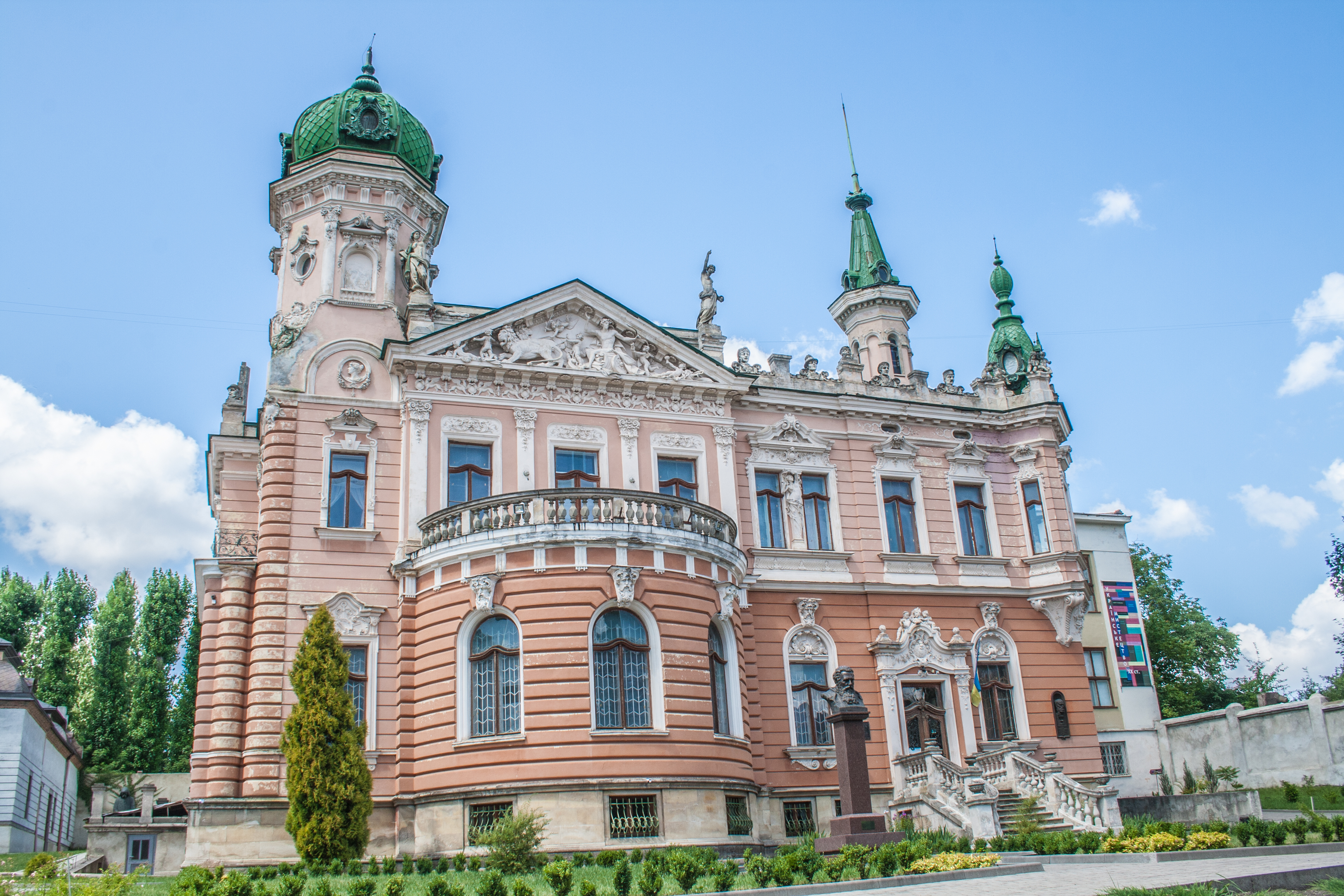
Muzeum Narodowe we Lwowie, budynek na Drahomanova 42 (Willa Dunikowskich).

Galeria XIX i XX wieku zawiera obrazy m.in. Korniło Ustianowicza, Teofila Kopystyńskiego, Siergieja Wasilkowskiego, Fotija Krasickiego, Iwana Trusza, Ołeny Kulczyćkiej, czy twórców, których dzieła zabronione były na Ukrainie sowieckiej jak Mychajło Bojczuk, Leon Getz i Petro Chołodny.
Nowo otwarta galeria XX wieku (ul. Drahomanova 42) prezentuje dzieła ukraińskiej sztuki nowoczesnej od 1898 roku. Na wystawach reprezentowana jest Ukraińska Moderna 1898-1914 (Iwan Trusz, Ołeksa Nowakiwski, Ołena Kulczyćka), Ukraińska Awangarda (Oksana Pawłenko, Ochrim Krawczenko, Alexander Archipenko, Roman i Margit Sielscy, Jarosław Muzyk), lata 1950-70 (Josip Bokszaj, Grigorij Smolskij, Opanas Zaliwaha, Ałła Horska, Iwan Ostafijczuk) oraz lata 80. XX w. i Ukraina niepodległa (Mykoła Bidnjak, Roman Romaniszyn, Ljubomir Medwid, Borys Burjak).
Muzeum posiada także zbiór manuskryptów, częściowo bardzo rzadkich jak krakowskie druki Szwajpolta Fiola (1491-1493), wiedeńskie i praskie Franciszka Skaryny (ok. 1490-ok. 1552) oraz Iwana Fedorowicza (ok. 1510-1583).

## Dyrektorzy
- Tetiana Łupij (2003–2005)[2]
- Ihor Kożan (od 2005)[3]